# Клан Кеннеди: После Камелота
Клан Кеннеди: После Камелота (англ. The Kennedys: After Camelot) — канадско-американский телевизионный мини-сериал в жанре драмы, основанный на книге Дж. Рэнди Тараборрелли «После Камелота: личная история семьи Кеннеди c 1968 до 1999 года» (англ. After Camelot: A Personal History of the Kennedy Family 1968 to the Present) и вышедший на экраны в апреле 2017 года. Является продолжением мини-сериала 2011 года «Клан Кеннеди».

## Сюжет
Вторая часть биографической саги охватывает более 30 лет американской истории — от убийства Роберта Кеннеди в 1968 году до трагической авиакатастрофы в 1999 году с участием Джона Кеннеди-младшего. Важную роль в повествовании на сей раз играет Эдвард Кеннеди (Мэттью Перри), которому после гибели старших братьев пришлось взять на себя роль нового лидера влиятельного американского клана. Однако уже в 1969 году на политической карьере сенатора едва не был поставлен крест, когда он оказался причастен к загадочной автомобильной аварии, унесшей жизнь его помощницы Мэри Джо Копечне. Также в центре событий оказывается и Жаклин Кеннеди (Кэти Холмс), которая смогла оправиться от гибели Джона Кеннеди и найти новую любовь в лице греческого миллиардера Аристотеля Онассиса (Александр Сиддиг), но вскоре жизнь заставила её убедиться в том, что разговоры о проклятии клана Кеннеди имеют под собой вполне реальную почву.
Сюжет мини-сериала включает в себя такие события, как убийство Роберта Кеннеди в июне 1968 года, свадьбу Жаклин Кеннеди и Аристотеля Онассиса, президентские выборы 1968 года, автомобильную катастрофу в Чаппакуиддике с участием Эдварда Кеннеди (июль 1969 года), смерть Джозефа Патрика Кеннеди-старшего в ноябре 1969 года, лечение от рака Теда Кеннеди-младшего (сын Эдварда Кеннеди) в 1973 году, смерть Аристотеля Онассиса в марте 1975 года, участие Эдварда Кеннеди в президентских выборах 1980 года, выступление Джона Кеннеди-младшего на съезде Демократической партии в 1988 году, смерть Жаклин Кеннеди в мае 1994 года, смерть Розы Кеннеди в январе 1995 года, свадьбу Джона Кеннеди-младшего в сентябре 1996 года и его гибель в авиационной катастрофе (июль 1999 года).

## В ролях
| Актёр            | Роль                             |
| ---------------- | -------------------------------- |
| Кэти Холмс       | Жаклин «Джеки» Кеннеди Онассис   |
| Мэттью Перри     | Э́двард Мур (Тед) Ке́ннеди         |
| Диана Хардкэсл   | Роза Кеннеди                     |
| Кристен Хагер    | Джоан Беннетт Кеннеди            |
| Александр Сиддиг | Аристотель Онассис               |
| Бретт Донахью    | Джон Фицджеральд Кеннеди-младший |
| Эрика Кох        | Кэролин Бессетт-Кеннеди          |
| Кристин Бут      | Этель Кеннеди                    |

## Список эпизодов
| № | Название                                         | Режиссёр                 | Автор сценария                     | Дата премьеры   | Зрители в США (млн) |
| --- | ------------------------------------------------ | ------------------------ | ---------------------------------- | --------------- | ------------------- |
| 1 | «Семейные связи. Часть 1 (англ. Family Bonds)»   | Джон Кассар              | Стивен Крониш                      | апрель 2, 2017  | 0.746               |
| Не успела Америка оправиться от жестокого убийства президента Джона Кеннеди, как ее ждал новый удар: после поздравительной речи в отеле «Амбассадор» был застрелен младший брат бывшего президента, Роберт Кеннеди. Страна погружается в состояние всеобщей паранойи, а семейство Кеннеди с тревогой смотрит в еще недавно казавшееся столь радужным будущее. Третий брат Кеннеди, Эдвард, размышляет, стоит ли ему включаться в предвыборную гонку, а вдове Джона, Жаклин, делает предложение греческий миллиардер Аристотель Онассис. |                                                  |                          |                                    |                 |                     |
| 2 | «Семейные связи. Часть 2 (англ. Family Bonds)»   | Кэти Холмс & Джон Кассар | Стивен Крониш                      | апрель 3, 2017  | 0.739               |
| Очередная попытка сенатора Эдварда Кеннеди весело провести время втайне от жены окончилась печально: выпив лишнего и не справившись с управлением, сенатор упал на автомобиле в реку. Эдвард не постралал, но вот его спутница так и не выбралась из реки. Теперь сенатору предстоит понять, что делать дальше, а главное — убедить прессу и общественное мнение, что, несмотря на вождение в пьяном виде, измены жене и брошенную в реке девушку он, сенатор, в сущности, хороший человек.                                             |                                                  |                          |                                    |                 |                     |
| 3 | «Новые начинания. Часть 1(англ. New Beginnings)» | Кэти Холмс & Джон Кассар | Сандра Хвиалковска & Стивен Крониш | апрель 10, 2017 | н/д                 |
| Сенатор Эдвард Кеннеди достигает согласия с родителями погибшей девушки и посещает ее похороны. Вскоре, как и предсказывала жена, его ждет расплата, но вслед за ней и просветление: Эдвард понимает, что ему нужно предпринять, чтобы, используя свое положение, сделать жизнь своих сограждан лучше. Тем временем второй брак Жаклин трещит по швам: сперва из-за нее Аристотель Онассис ссорится с дочерью, а затем — как ему кажется, тоже по вине Жаклин — погибает его единственный сын.                                          |                                                  |                          |                                    |                 |                     |
| 4 | «Новые начинания. Часть 2(англ. New Beginnings)» | Кэти Холмс & Джон Кассар | Сандра Хвиалковска & Стивен Крониш | апрель 10, 2017 | н/д                 |
| Эдвард наконец решает баллотироваться в президенты, но мир убеждает его, что, несмотря на общую фамилию, он совсем иной человек, нежели два его старших брата. Жаклин вновь и вновь находит для себя новую цель в жизни. Теперь для нее главное — стремительно растущий красавец-сын Джон, который сперва неохотно, но затем с готовностью взваливает на себя семейное время и готов сделать все, чтобы не опорочить славное имя Кеннеди и, быть может, когда-нибудь снова встать у руля великой страны.                                |                                                  |                          |                                    |                 |                     |